# Arrest Gecontroleerde aflevering
Het arrest Gecontroleerde aflevering (HR 17 maart 1998, NJ 1998/515) is een arrest van de Nederlandse Hoge Raad dat betrekking heeft op de deelnemingsvorm van medeplichtigheid.

## Casus
Verdachte K. is betrokken bij de invoer van cocaïne in Nederland. Wanneer zij evenwel op 8 januari 1995 behulpzaam denkt te zijn bij deze invoer door telefoontjes te plegen en een semascript te sturen, blijkt de cocaïne eerder op de dag reeds door de politie in beslag genomen en vervangen door neppakketten. Ook zijn andere betrokkenen reeds aangehouden.

## Rechtsvraag
Kan medeplichtigheid worden bewezen als het misdrijf al is voltooid? (Nee)

## Procesgang
Het hof acht medeplichtigheid bewezen. Hiertegen wordt cassatie ingesteld.

### Hoge Raad
De Hoge Raad oordeelt:

5.3 Van medeplichtigheid bij een misdrijf als het onderhavige kan alleen sprake zijn indien en voor zover de binnen het grondgebied van Nederland gebrachte stof bevattende cocaïne nog niet strafvorderlijk inbeslaggenomen is. Handelingen die worden verricht nadat de stof bevattende cocaïne inbeslaggenomen is kunnen immers per definitie niet meer strekken tot het verdere vervoer en de overdracht van die binnen het grondgebied van Nederland gebrachte stof en de voorwerpen waarin die stof verpakt is.

De Hoge Raad vernietigt om deze reden het bestreden arrest. In de regel kan van deelneming aan een strafbaar feit geen sprake zijn wanneer het strafbaar feit reeds is voltooid of afgebroken. Er is dan namelijk niet voldaan aan het accessoriteitsvereiste: het gronddelict ontbreekt.